# Altınözü
Altınözü (arabisch القصير) ist eine Stadtgemeinde (Belediye) im gleichnamigen Ilçe (Landkreis) der Provinz Hatay in der türkischen Mittelmeerregion und gleichzeitig ein Stadtbezirk der 2012 gebildeten Büyükşehir belediyesi Hatayl (Großstadtgemeinde/Metropolprovinz). Altınözü ist seit der Gebietsreform 2014 flächen- und einwohnermäßig identisch mit dem Landkreis.

## Geographie
Altınözü liegt im südöstlichen Teil der Provinz, direkt an der syrischen Grenze (Syrien, Gouvernement Idlib). Im Norden und Westen grenzt es an die Provinzhauptstadt Antakya, im Südwesten an Yayladağı. Flächenmäßig belegt der Kreis/Stadtbezirk Rang 6, bevölkerungsbezogen Platz 9. Die Dichte beträgt etwa die Hälfte des Provinzwertes von 300 Einw. je km².
Ein Großteil der Einwohner sind alawitische und sunnitische Araber. Tokaçlı und Sarilarmahallesi sind christliche Dörfer in Altinözü.
Wirtschaftlich sind die Landwirtschaft, hauptsächlich Weizen, Tabak, Gerste, Obst und Gemüse Gewürze sowie die Olivenölgewinnung von Bedeutung.

## Verwaltung
Der Kreis wurde 1945 durch das Gesetz Nr. 4769 gegründet.
(Bis) Ende 2012 bestand der Landkreis neben der Kreisstadt aus den vier Stadtgemeinden (Belediye: Altınkaya, Hacıpaşa, Karbeyaz	und Yiğityolu) sowie 40 Dörfern (Köy) in drei Bucaks, die während der Verwaltungsreform 2014 in Mahalle (Stadtviertel/Ortsteile) überführt wurden. Die drei bestehenden Mahalle der Kreisstadt blieben erhalten, während die sieben Mahalle der o. g. anderen Belediye vereint und zu je einem Mahalle zusammengefasst wurden. Durch Herabstufung dieser Belediye und der Dörfer zu Mahalle stieg deren Zahl auf 48 an. Ihnen steht ein Muhtar als oberster Beamter vor.
Ende 2020 lebten durchschnittlich 1.262 Menschen in jedem Mahalle, 4.162 Einw. im bevölkerungsreichsten (Tepehan Mah.), dicht gefolgt von Keskincik Mah. (3.896 Einw.).

## Bevölkerung
Die linke Tabelle zeigt die Ergebnisse der Volkszählungen, die E-Books der Originaldokumente entnommen wurden. Diese können nach Suchdateneingabe von der Bibliotheksseite des TÜIK heruntergeladen werden.
Die rechte Tabelle zeigt die Bevölkerungsfortschreibung des Kreises/Stadtbezirks Altınözü und den ländlichen Bevölkerungsanteil (in Prozent). Die Daten wurden durch Abfrage über das MEDAS-System des Türkischen Statistikinstituts TÜIK nach Auswahl des Jahres und der Region ermittelt.
| Volkszählung | Volkszählung      | Volkszählung       | Volkszählung         |
| Jahr         | Kreis bevölkerung | städt. Bevölkerung | ländl. Anteil (in %) |
| ------------ | ----------------- | ------------------ | -------------------- |
| 1945         | 29.391            | 2.822              | 90,40                |
| 1950         | 32.988            | 2.636              | 92,01                |
| 1955         | 31.205            | 2.871              | 90,80                |
| 1960         | 33.999            | 3.223              | 90,52                |
| 1965         | 32.835            | 3.312              | 89,91                |
| 1970         | 44.340            | 4.642              | 89,53                |
| 1975         | 45.577            | 5.158              | 88.68                |
| 1980         | 43.418            | 4.692              | 89,19                |
| 1985         | 53.304            | 5.792              | 89,13                |
| 1990         | 58.288            | 6.518              | 88,82                |
| 2000         | 59.167            | 5.352              | 90,95                |

| Bevölkerungsfortschreibung | Bevölkerungsfortschreibung | Bevölkerungsfortschreibung | Bevölkerungsfortschreibung |
| Jahr                       | Kreis bevölkerung          | Kreisstadt                 | ländlicher Anteil (in %)   |
| -------------------------- | -------------------------- | -------------------------- | -------------------------- |
| 2007                       | 61.323                     | 8.171                      | 86,68                      |
| 2008                       | 63.117                     | 7.428                      | 88,23                      |
| 2009                       | 62.256                     | 7.458                      | 88,02                      |
| 2010                       | 60.591                     | 7.199                      | 88,12                      |
| 2011                       | 60.198                     | 7.379                      | 87,74                      |
| 2012                       | 59.169                     | 7.399                      | 87,50                      |
| 2013                       | 61.882                     | 61.882                     | kein ländl. Anteil mehr    |
| 2014                       | 61.341                     | 61.341                     | kein ländl. Anteil mehr    |
| 2015                       | 60.743                     | 60.743                     | kein ländl. Anteil mehr    |
| 2016                       | 60.554                     | 60.554                     | kein ländl. Anteil mehr    |
| 2017                       | 60.603                     | 60.603                     | kein ländl. Anteil mehr    |
| 2018                       | 61.106                     | 61.106                     | kein ländl. Anteil mehr    |
| 2019                       | 60.745                     | 60.745                     | kein ländl. Anteil mehr    |
| 2020                       | 60.589                     | 60.589                     | kein ländl. Anteil mehr    |